# Geoffrey Parsons
Geoffrey Penwill Parsons (Sídney, 15 de junio de 1929-Londres, 26 de enero de 1995) fue un pianista australiano, notablemente destacable como acompañante de cantantes e instrumentistas. Después de la jubilación de Gerald Moore, fue generalmente considerado el gran acompañante de cantantes de lieder, "elevando la función de acompañante con su musicalidad y su tranquilidad a la hora de tocar".

## Biografía
Geoffrey Parsons nació en Ashfield, un suburbio de Sídney, en una familia de clase trabajadora.  Tuvo dos hermanos más grandes y una extensa familia. Él, al principio, quería estudiar arquitectura, pero su amor por la música prevaleció. Estudió con Winifred Burston (un estudiante de Ferruccio Busoni) al NSW State Conservatorium of Music desde el 1941 hasta el 1948, y bajo el tutela de Eugene Goossens.  Ganó el ABC's Instrumental and Vocal Competition en 1947, interpretando el Concierto n.º 2 de Brahms. Hizo gira por Australia con Essie Ackland en 1948, y en 1950 viajó a Gran Bretaña para actuar con el bajo-barítono Peter Dawson. Cuando terminó la gira de seis conciertos, Parsons se quedó en Londres, inicialmente ganándose la vida como pianista de cóctel lounge.
En su primer concierto en Londres, después de la Segunda Guerra Mundial, interpretó Winterreise de Schubert con el cantante Gerhard Hüsch, a partir de aquí, Parsons fue invitado a Munich, para ser el pianista acompañante permanente de Hübsch. Allá estudió con Friedrich Wührer en 1956. En 1961 hizo su primera aparición con Elisabeth Schwarzkopf en el Royal Festival Hall, convirtiéndose después en su principal acompañante. la lista de cantantes con quién trabajó incluye: Joan Hammond, Victoria de los Ángeles, Nicolai Gedda, Rita Streich, Birgit Nilsson, Hans Hotter, Hugues Cuénod, Norman Bailey y Janet Baker.
De más mayor, también acompañó cantantes como por ejemplo Thomas Hampson, Olaf Bär, Barbara Bonney, Thomas Allen, Jessye Norman, Wolfgang Hozmair y Bryn Terfel.
Geoffrey Parsons también acompañó algunos de los grandes instrumentistas de la historia, como por ejemplo Nathan Milstein, Ruggiero Ricci, Paul Tortelier, Wanda Wiłkomirska y Ida Haendel. Los artistas con quién colaboró enseguida apreciaban el ejemplo de su musicalidad, y el nivel de una manera de tocar que era totalmente nueva en los roles de acompañante. Esto trajo a que lo reconocieran como el pianista acompañante ideal y gracias a esto hizo una carrera, en la cual actuó en 40 países y 6 continentes, incluyendo los grandes festivales internacionales de música. También grabó ampliamente durante su carrera. Por ejemplo, en 1991 grabó, junto con Victoria de los Ángeles, la integral de Canciones tradicionales Catalanas armonizadas por Manuel García-Morante.
Parsons murió el 26 de enero de 1995 debido a un cáncer.